# Cienie w raju
Cienie w raju – powieść niemieckiego pisarza Ericha Marii Remarque’a z 1971 r. Tytuł oryginalny – Schatten im Paradies. Tłumaczenie polskie – Aleksander Matuszyn, Państwowy Instytut Wydawniczy, Warszawa 1971 r.
Powieść przedstawia losy uchodźców niemieckich, głównie Żydów, spod reżimu hitlerowskiego do USA. Stany Zjednoczone są dla nich światem nowych możliwości, a przede wszystkim ziemią wolności i względnego spokoju. Za bohaterami książki ciągną się jednak wspomnienia. Nie są oni w stanie oderwać się od bolesnej przeszłości, koszmarów prześladowań i niekończących się ucieczek. Wielu nie potrafi odnaleźć sensu życia w nowym świecie. Książka pełna jest dygresji i przemyśleń bohaterów, które odsłaniają bogactwo ich doświadczeń, ale i dźwigany z trudem balast przeszłości.